# Колодистое (Уманский район)
Коло́дистое (укр. Колодисте) — село в Уманском районе Черкасской области Украины.

## Население
Население по переписи 2001 года составляло 2054 человека. В селе Колодистое по состоянию на 01.01.2022 года зарегистрировано 1326 человек.

### Языковой состав
Родной язык населения по данным переписи 2001 года:
| Язык       | Численность, чел. | Доля     |
| ---------- | ----------------- | -------- |
| Украинский | 2 021             | 98,40 %  |
| Русский    | 28                | 1,36 %   |
| Другое     | 5                 | 0,24 %   |
| Итого      | 2 054             | 100,00 % |

## Экономика
Раньше в Колодистом находился крупный сахарный завод, который начинал свою историю ещё с панских времён. Завод имел свою железную дорогу, мощную насосную станцию со стороны села Антоновка.
В 90-х годах, по рассказам местных жителей, началось уничтожение завода, как конкурента, "сахарным магнатом" П. О. Порошенко.
На сегодняшний день завод уничтожен, разворован, железная дорога и трубы с водокачки демонтированы и украдены.